# Bandeira dos Tártaros da Crimeia

O tanga é um símbolo tradicional dos Tártaros

A Bandeira dos Tártaros da Crimeia é uma bandeira étnica usada pelos Tártaros da Crimeia que habitam majoritariamente a República Autônoma da Crimeia, uma subdivisão da Ucrânia.
A bandeira consiste em um retângulo azul celeste nas proporções largura/altura 19,5:29,25. No cantão está o tanga em amarelo, um símbolo tradicional dos tártaros. Este símbolo está distante das bordas o equivalente a 3:19,5 na largura e 3:29,25 no comprimento, sendo sua altura total equivalente a 5:19,5 da largura e 7:29,25 do comprimento.

## História
Acredita-se que o primeiro a usar este símbolo foi Haci I Giray, fundador do Canato da Crimeia em 1427 e que era descendente de Gêngis Cã.
Até o século XIX, os tártaros utilizavam apenas suas próprias bandeiras tradicionais. A bandeira azul com um símbolo tradicional, o tanga, desenhado em amarelo claro, foi usado como bandeira civil e do estado, a verde era utilizada para fins religiosos, e a vermelha como bandeira militar. Atualmente, somente o pavilhão azul é utilizado, só que agora como bandeira étnica dos tártaros da Crimeia.
O símbolo dourado do "damğa" era utilizado no canto superior esquerdo da bandeira e, por vezes, no centro. A bandeira religiosa, colorida com verde com um damğa dourado no canto superior esquerdo, foi usada pela República da Crimeia entre 1917 e 1918, sendo aprovada oficialmente em novembro de 1917 e, mais tarde, abolida em janeiro de 1918 quando a Rússia assumiu novamente o controle da região.
Após a independência da Ucrânia em 1991, a bandeira azul foi aprovada pelo "Crimeia Tatar Kurultaya" como nacional.

Bandeira civil e do estado
Bandeira Religiosa
Bandeira Militar